# 云南染木树
云南染木树（学名：Saprosma henryi）为茜草科染木树属下的一个种。

## 扩展阅读
- 維基物種上的相關：云南染木树